# Келлі з Смарагдового острова
Келлі з Смарагдового острова (англ. Kelly from the Emerald Isle) — американська короткометражна комедія режисера Едварда Воррена 1913 року.

## У ролях
- Барні Гілмор — Келлі
- Бланш Корнуолл — Шейла
- Джозеф Леверінг — Дулін
- Фрауні Фраутхольц
- Джордж Пекстон
- Фред МакГі